# Дунилово (Большесельский район)
Дунилово — село в Большесельском районе Ярославской области России.
В рамках организации местного самоуправления входит в Большесельское сельское поселение, в рамках административно-территориального устройства — в Большесельский сельский округ.

## География
Расположено в 59 километрах к западу от Ярославля и в 3,5 километрах райцентра к северу от райцентра, села Большое Село, с которым оно связано прямой дорогой длиной около 3 км.
Оно стоит в южной части обширного Дуниловского болота, в котором велись интенсивные работы по добыче торфа. В связи с этим окрестности села пересечены густой сетью канав. Имеются многочисленные карьеры, заполненные водой, в центре болота находится Дуниловское озеро. Село состоит из двух частей. Меньшая часть расположена ближе к Большому Селу.

## История
Деревня Дунилова указана на плане Генерального межевания Рыбинского уезда 1798 года.
10 января 1950 года из центрального посёлка при Дуниловском торфопредприятии образован рабочий посёлок Дунилово. В 1970-е годы он был преобразован в сельский населённый пункт. В переписи населения 1979 года среди посёлков городского типа Дунилово уже не числился.

## Население
| 1959 | 1970  | 2007 | 2010 |
| ---- | ----- | ---- | ---- |
| 1639 | ↘1049 | ↘629 | ↘560 |

По топокарте на 1981 год в деревне проживало 0,86 тыс. человек.
Согласно результатам переписи 2002 года, в национальной структуре населения русские составляли 95 % из 608 жителей.
По данным статистического сборника «Сельские населенные пункты Ярославской области на 1 января 2007 года», в селе Дунилово проживали 629 человек.

### Известные жители
- Герасимов, Иван Александрович (1923—1968) — наводчик орудия в Великой Отечественной войне, Герой Советского Союза (1944).
- Дружинин, Владимир Николаевич (1955—2001) — психолог, лауреат премии Президента Российской Федерации.

## Инфраструктура
В Дунилово есть детский сад и общеобразовательная школа.